# 幻之光
『幻之光』（まぼろしのひかり）是宮本輝的小説作品。在新潮社月刊雜誌『新潮』（1978年8月号）發表。1979年改編為單行本，1983年改編為文庫本。1995年由是枝裕和執導並改編為電影。

## 電影
除了為是枝裕和的電影處女作外，本作也是江角真紀子的電影處女作。以平靜的視角描述一名女性在丈夫因為不明原因而自殺而失去他，的如何逐漸撫平內心傷痛的過程。本作在威尼斯影展得到金奧賽拉獎，並獲得海內外的高度評價。

## 故事大綱
與青梅竹馬的郁夫結婚的由美子，在大阪與丈夫還有孩子一起幸福生活著，但在不明原因下，郁夫突然在某日獨自走在鐵軌上，就算電車的警笛聲大響也依然不理，然後就這樣被電車撞死。
5年後，由美子嫁到能登的漁村，在她身旁雖有很多溫柔的人，而且還與丈夫・民雄一起找回過去幸福的日子，但郁夫的自殺仍在他的心中留下強烈的陰影。他的第2任丈夫民雄也因此注意到由美子不安的樣子。
某日由美子看到一群送葬隊伍而不自覺地被他們吸引過去並且跟在隊伍後方，民雄在發現由美子不見後，跟著去找尋由美子，最後他在一個海岸中找到了由美子，由美子則是對來找他的民雄大聲哭問著為何郁夫要自殺，但民雄只是淡淡地表示他的父親過去捕魚時，有時候會不自覺被海上的幻之光吸引住，郁夫或許就是碰上這樣的情形吧，在沒有明確解答由美子的疑問下，兩人就這樣一起回家。故事最後，背景是一片晴朗的天空，民雄在屋外陪著孩子們遊玩，由美子則換上了白色的服裝並且笑著跟自己的公公說今天真是好天氣。

## 登場角色
- 江角真紀子：由美子
- 淺野忠信：郁夫
- 内藤剛志：民雄
- 柏山剛毅：勇一
- 渡邊奈臣：友子
- 木內綠：道子
- 柄本明：喜大
- 櫻睦子：留野
- 赤井英和：老闆
- 市田浩美：初子
- 大杉漣：浩
- 橋本菊子：阿清
- 吉野紗香：小時候的由美子
- 寺田農：刑警
- 原田修一：警官
- 井之上隆志：司機
- 山口光輝：小孩子

## 工作人員
- 導演：是枝裕和
- 製作：重延浩
- 企劃・製作人：合津直枝
- 原作：宮本輝
- 角色：荻田芳久
- 攝影：中堀正夫
- 音樂：陳明章
- 美術：部谷京子
- 編輯：大島ともよ
- 服裝：北村道子
- 錄音：横溝正俊
- 音響効果：佐々木英世
- 助理導演：高橋巖 日比野朗 森井輝
- 照明：丸山文雄

## 獲獎
- 第52屆威尼斯影展 金奧賽拉獎
- 溫哥華國際電影節 最優秀獎
- 芝加哥電影節 最優秀獎
- 電影旬報 第4名
- 第19屆日本電影學院獎 新人演員獎（江角真紀子）
- 第38屆藍絲帶獎 新人獎（江角真紀子）
- 第10屆高崎電影節 新進導演 最優秀獎（是枝裕和），最優秀男配角獎（内藤剛志），最優秀新人女演員獎（江角真紀子）
- 第1屆新藤兼人獎 金獎（是枝裕和）

## 舞台劇
1996年以及2002年，由南果步單獨演出並且改編為舞台劇。

## 其他
導演是枝和裕表示自己是台灣電影導演侯孝賢的影迷，所以本片帶有不少侯孝賢作品的電影風格，而且他也特別邀請負責過侯孝賢作品戀戀風塵配樂的陳明章擔任本片的配樂工作。但在是枝將本作獻給侯孝賢看過後，侯孝賢卻反問他說：「技巧很棒。問題是你在拍片前就已經將全部的分鏡圖畫好了吧？」，這樣的質問讓是枝內心大受衝擊並因此開始思考自己應該如何拍攝電影，從而改變了他往後拍攝電影的風格及方式。

## 備註・出處
1. ↑  是枝導演獲得金棕梠獎　第71屆坎城影展  （页面存档备份，存于）日本經濟新聞
2. ↑  是枝裕和與台灣的距離 （页面存档备份，存于）放映週報

## 外部連結
- 幻之光 （页面存档备份，存于） - 新潮社
- KORE-EDA.com『幻之光』DVD情報 （页面存档备份，存于）
- 幻之光 - 日本电影数据库
- 幻之光 - allcinema
- 幻之光 - KINENOTE
- AllMovie上《Maborosi》的资料（英文）
- 互联网电影数据库（IMDb）上《Maborosi》的资料（英文）